# Digimon Rumble Arena
Digimon Rumble Arena, conosciuto in Giappone come Digimon Tamers Battle Evolution (デジモンテイマーズ バトルエボリューション?, Dejimon Teimāzu Batoru Eboryūshon), è un videogioco picchiaduro a incontri dedicato all'universo Digimon sviluppato dalla Bandai, in collaborazione con la Hudson Soft, e pubblicato per la console PlayStation.
In esso sono presenti personaggi provenienti dalle prime tre serie anime Digimon, Digimon Adventure, Digimon Adventure 02 e Digimon Tamers, per un totale di ventiquattro personaggi, quindici dei quali sono da sbloccare durante il corso del gioco.
Nel 2004 ne uscì il sequel intitolato Digimon Rumble Arena 2 (Digimon Battle Chronicle in Giappone) il quale fu pubblicato per PlayStation 2, GameCube e Xbox.

## Modalità di gioco
Rispetto ad altri giochi di questa tipologia, Digimon Rumble Arena presenta una meccanica di gioco molto semplificata: ciascun personaggio ha la possibilità di saltare e di pararsi, possiede un attacco di base, due mosse individuali per finire l'avversario e, una volta digievoluto, può effettuare un attacco speciale molto potente.
Tutti i Digimon, inoltre, sono legati a delle specialità che condizionano l'efficacia degli attacchi subiti o inflitti. Tali specialità si suddividono in "Fuoco", "Natura" e "Acqua" e ciascuna di esse è dominante su uno degli altri tipi e debole sul rimanente: il Fuoco soccombe all'Acqua, che soccombe alla Natura, che soccombe al Fuoco. Anche gli elementi presenti nell'arena di combattimento possono avere maggiore o minore efficacia a seconda della specialità in questione: se un Digimon, ad esempio, cadesse nella lava, riscontrerebbe danni maggiori soltanto se la sua specialità fosse la Natura, e così via.
Carte e oggetti possono apparire durante lo scontro, per aiutare in vari modi il Digimon che li raccoglie: dal più semplice oggetto curativo, si può passare a carte in grado di far perdurare maggiormente la Digievoluzione, alla possibilità di eseguire attacchi speciali e simili.
Come in ogni gioco picchiaduro, lo scontro finisce quando uno dei due contendenti ha ottenuto due vittorie su tre per aver mandato KO l'avversario o per avergli inflitto il maggior danno entro il limite di tempo.

## Minigiochi
Oltre a questa modalità di gioco ne è presente un'altra legata ai minigiochi, che si sbloccano di volta in volta durante quella principale. Infatti, dopo il terzo combattimento, si passa brevemente ad un gioco bonus che consente di incrementare ulteriormente il proprio punteggio tramite lo svolgimento di una serie di diverse attività. Una volta provato un certo minigioco, questo si sblocca automaticamente nella modalità specificata, per poterlo rigiocare quante volte si vuole da soli o contro un altro giocatore.
I minigiochi presenti sono i seguenti:
- Canestri: Bisogna effettuare dieci canestri prima dell'avversario. Tuttavia, il gioco è reso difficile dal fatto che il canestro fluttua nell'aria e cambia continuamente posizione, mentre i Digimon sono impossibilitati a muoversi.
- Bersaglio: Bisogna raccogliere più gemme possibili, prima dell'avversario, lanciando una palla. In questo caso il personaggio può muoversi lungo la piattaforma su cui si svolge la sfida.
- Pugilato: Bisogna colpire il più velocemente possibile un punching ball per poter così digievolvere prima dell'avversario.

## Personaggi
Inizialmente si hanno soltanto nove personaggi di livello intermedio che sono in grado di digievolvere al livello mega (ad eccezione di Wormmon che arriva a quello campione).
A dare voce ai personaggi (compresi i Digiprescelti) sono gli stessi doppiatori delle tre serie animate, sia per quanto riguarda il doppiaggio originale giapponese che per quello americano. Nel secondo caso, l'unica differenza è data dalla voce di Gatomon, qui doppiata da Mary Elizabeth McGlynn al posto di Edie Mirman. La versione europea, essendo multilingua, mantiene il doppiaggio statunitense traducendo soltanto i testi nella lingua selezionata.

### Principali
I personaggi utilizzabili fin da principio non sono altro che i Digimon partner dei Digiprescelti principali delle prime tre serie, Digimon Adventure, Digimon Adventure 02 e Digimon Tamers.
Sono elencati di seguito:
| Agumon Digievoluzione: WarGreymon                  | Fuoco  | Tom Fahn Chika Sakamoto               |  |  |
|                                                    |        |                                       |  |  |
| Gabumon Digievoluzione: MetalGarurumon             | Acqua  | Kirk Thornton Mayumi Yamaguchi        |  |  |
|                                                    |        |                                       |  |  |
| Patamon Digievoluzione: Seraphimon                 | Natura | Laura Summer Miwa Matsumoto           |  |  |
|                                                    |        |                                       |  |  |
| Gatomon Digievoluzione: Magnadramon                | Acqua  | Mary Elizabeth McGlynn Yuka Tokumitsu |  |  |
|                                                    |        |                                       |  |  |
| Veemon Digievoluzione: Imperialdramon Fighter Mode | Fuoco  | Derek Stephen Prince Junko Noda       |  |  |
|                                                    |        |                                       |  |  |
| Wormmon Digievoluzione: Stingmon                   | Natura | Paul St. Peter Naozumi Takahashi      |  |  |
|                                                    |        |                                       |  |  |
| Guilmon Digievoluzione: Gallantmon                 | Fuoco  | Steven Blum Masako Nozawa             |  |  |
|                                                    |        |                                       |  |  |
| Terriermon Digievoluzione: MegaGargomon            | Natura | Mona Marshall Aoi Tada                |  |  |
|                                                    |        |                                       |  |  |
| Renamon Digievoluzione: Sakuyamon                  | Natura | Mari Devon Yuka Imai                  |  |  |

### Sbloccabili
La maggior parte dei Digimon sbloccabili non sono altro che le digievoluzioni dei Digimon iniziali. In questo caso, quando la barra per la digievoluzione si riempie, essi possono eseguire il proprio attacco speciale, senza regredire successivamente.
Oltre a questi personaggi, si ha la possibilità di sbloccare Reapermon, il nemico finale del gioco, BlackWarGreymon, Omnimon e Imperialdramon Paladin Mode.
L'eccezione del gruppo è data da Impmon, il quale può digievolvere in Beelzemon Blast Mode (anche quest'ultimo sbloccabile a parte).
Sbloccare i personaggi:
- Per le digievoluzioni dei Digimon iniziali e di Impmon, basta completare il gioco col personaggio corrispondente;
- Per ottenere Reapermon, basta completare il gioco una volta con qualunque personaggio;
- Per ottenere BlackWarGreymon, basta completare il gioco una volta senza mai perdere, con qualunque personaggio;
- Per sbloccare Omnimon e Imperialdramon Paladin Mode, bisogna finire il gioco con entrambi i personaggi che li compongono (Agumon e Gabumon; Veemon e Wormmon);
- Per ottenere Impmon, bisogna completare il gioco con Guilmon, Renamon e Terriermon;

I personaggi sbloccabili sono quindici, per un totale di ventiquattro personaggi utilizzabili nel gioco.
Sono elencati di seguito:
| Impmon Digievoluzione: Beelzemon Blast Mode              | Acqua  | Derek Stephen Prince Hiroki Takahashi                    |  |  |
| Beelzemon Blast Mode Mossa Speciale: Chaos Flare         | Acqua  | Derek Stephen Prince Hiroki Takahashi                    |  |  |
|                                                          |        |                                                          |  |  |
| BlackWarGreymon Mossa Speciale: Terra Destroyer          | Fuoco  | Steven Blum Nobuyuki Hiyama                              |  |  |
|                                                          |        |                                                          |  |  |
| Omnimon Mossa Speciale: Double Torrent                   | Fuoco  | Lex Lang, Kirk Thornton Chika Sakamoto, Mayumi Yamaguchi |  |  |
|                                                          |        |                                                          |  |  |
| Reapermon Mossa Speciale: Burning Cyclone                | Fuoco  | Steven Blum Ken Yamaguchi                                |  |  |
|                                                          |        |                                                          |  |  |
| WarGreymon Mossa Speciale: Terra Force                   | Fuoco  | Lex Lang Chika Sakamoto                                  |  |  |
|                                                          |        |                                                          |  |  |
| Imperialdramon Fighter Mode Mossa Speciale: Giga Crusher | Fuoco  | Michael Sorich Junko Noda                                |  |  |
|                                                          |        |                                                          |  |  |
| Gallantmon Mossa Speciale: Elysium Blaster               | Fuoco  | Steven Blum Masako Nozawa                                |  |  |
|                                                          |        |                                                          |  |  |
| MegaGargomon Mossa Speciale: Mega Barrage                | Natura | Mona Marshall Aoi Toda                                   |  |  |
|                                                          |        |                                                          |  |  |
| Sakuyamon Mossa Speciale: Talisman Sphere                | Natura | Mari Devon Yuka Imai                                     |  |  |
|                                                          |        |                                                          |  |  |
| MetalGarurumon Mossa Speciale: G Cross Freezer           | Acqua  | Kirk Thornton Mayumi Yamaguchi                           |  |  |
|                                                          |        |                                                          |  |  |
| Stingmon Mossa Speciale: Evil Antenna                    | Natura | Paul St. Peter Naozumi Takahashi                         |  |  |
|                                                          |        |                                                          |  |  |
| Magnadramon Mossa Speciale: Apocalypse                   | Acqua  | Mary Elizabeth McGlynn Yuka Tokumitsu                    |  |  |
|                                                          |        |                                                          |  |  |
| Seraphimon Mossa Speciale: Hallowed Ascension            | Natura | Dave Mallow Miwa Matsumoto                               |  |  |
|                                                          |        |                                                          |  |  |
| Imperialdramon Paladin Mode Mossa Speciale: Omega Sword  | Fuoco  | Michael Sorich Junko Noda                                |  |  |

## Curiosità
- Digimon che indossano solitamente un mantello, come Gallantmon e Omnimon, in questo gioco ne sono privi probabilmente per evitare problemi di rallentamento e simili.
- Poiché ai tempi della pubblicazione del gioco, ancora non era stato completato il doppiaggio americano di Digimon Tamers, i nomi delle tecniche di Gallantmon, Sakuyamon e MegaGargomon differiscono da quelli della serie animata. Inoltre, sebbene il doppiatore di Beelzemon sia il medesimo, la resa della voce del personaggio risulta molto differente.
- Nella versione originale del gioco, le musiche di sottofondo sono tutte riprese da quelle delle prime tre serie Digimon, soprattutto le varie opening e le melodie legate alle digievoluzioni.
- Sebbene di default Digiprescelti quali Kari Kamiya, TK Takaishi, Tai Kamiya e Matt Ishida siano presentati nella loro versione anime di Digimon Adventure 02, è possibile impostarli nelle loro corrispettive versioni di Digimon Adventure premendo contemporaneamente i pulsanti L1, L2, R1 e R2 nel menu di selezione dei Digimon. Con lo stesso metodo, è possibile anche visualizzare Ken Ichijouji nei panni dell'Imperatore Digimon.

## Accoglienza
Al momento dell'uscita, i quattro recensori della rivista Famitsū hanno dato un punteggio di 24/40.